# Jiviny
Retenční nádrž Jiviny, někdy také Vodní dílo Jiviny, patří k nejvýznamnějším vodním stavbám na území Prahy. Vznikla v letech 1980–1984 jako protipovodňová ochrana spodní části Litovicko-Šáreckého potoka, aby zachycovala zejména přívalové vody z dešťové kanalizace v blízkých lokalitách. Je také využívána Českým rybářským svazem k chovu ryb a její blízké okolí je vhodné ke sportovním a rekreačním účelům.

## Popis a zajímavosti
Nádrž je průtočná, Litovický potok do ní na západě přitéká z nádrže Strnad pod Hostivicemi asi 100 m za mostem Pražského okruhu. Zemní sypaná hráz na východní straně je vysoká 5,5 m a dlouhá 288 m, takže nádrž může při povodních pojmout až 240 000 m3 vody a zatopit plochu až 118 000 m2. Dešťové kanalizace z okolí jsou svedeny nejprve do dešťových usazovacích nádrží Dědina (na severní straně) a Jiviny (na jižní straně), ve kterých se voda zbaví hrubých nečistot a teprve pak odtéká do retenční nádrže.
V letech 1998–2000 byla návodní strana hráze zpevněna drátokamennými matracemi, které měly zabránit abrazi. Toto řešení se neosvědčilo, drátěné koše brzy zkorodovaly a v roce 2008 byly odstraněny. Původní náplň košů byla ale použita jako kamenný pohoz.
Levý, jižní břeh nádrže je upraven jako park s okrasnými dřevinami, dominují tu zejména různé druhy vrb. V části tohoto břehu od nádrže Dědina ke hrázi je povolen lov ryb.
Biologicky hodnotnější je severní břeh, kde jsou porosty rákosu a trsy orobince. Hojně se tu vyskytují divoké kachny, labutě, slípka zelenonohá a potápka roháč, z obojživelníků skokan zelený, ropucha obecná i čolek obecný. V roce 2005 bylo v těsné blízkosti nádrže zjištěno přes 200 druhů motýlů.
V roce 2014 byla na koruně hráze vysazena nová dubová alej.

## Galerie

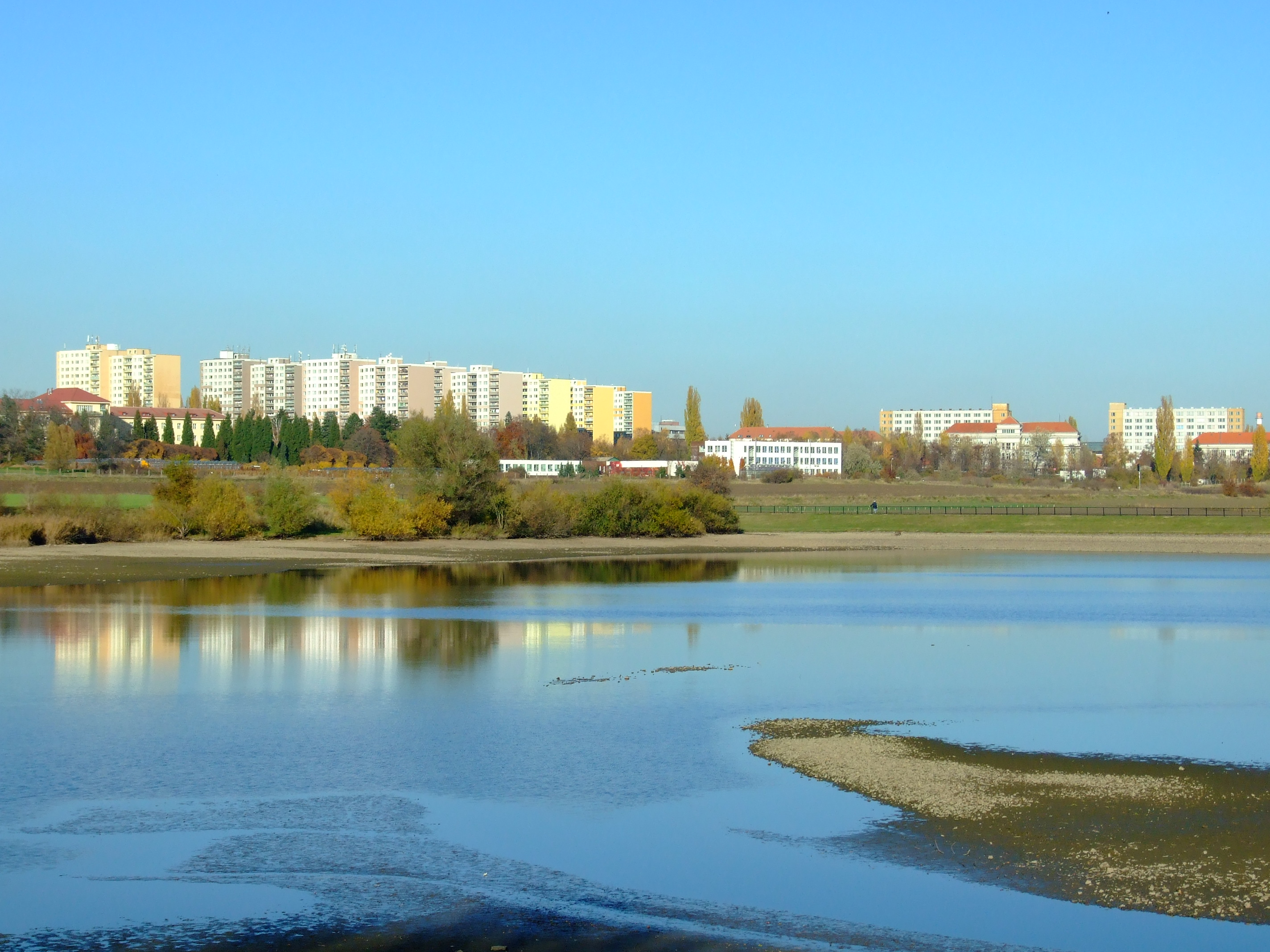
Pohled z jižního břehu k sídlišti Na Dědině (2007)
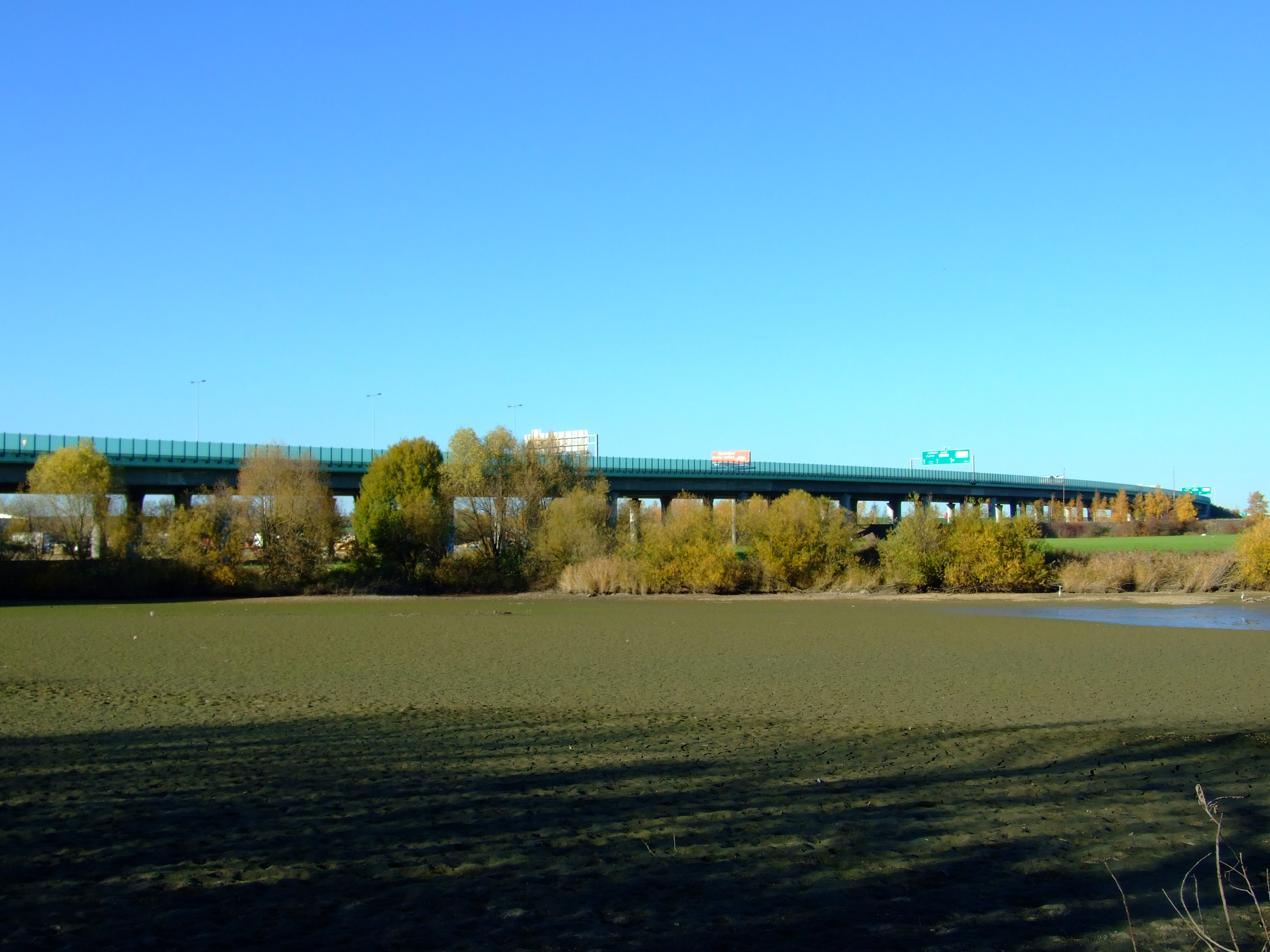
Most Pražského okruhu (2007)
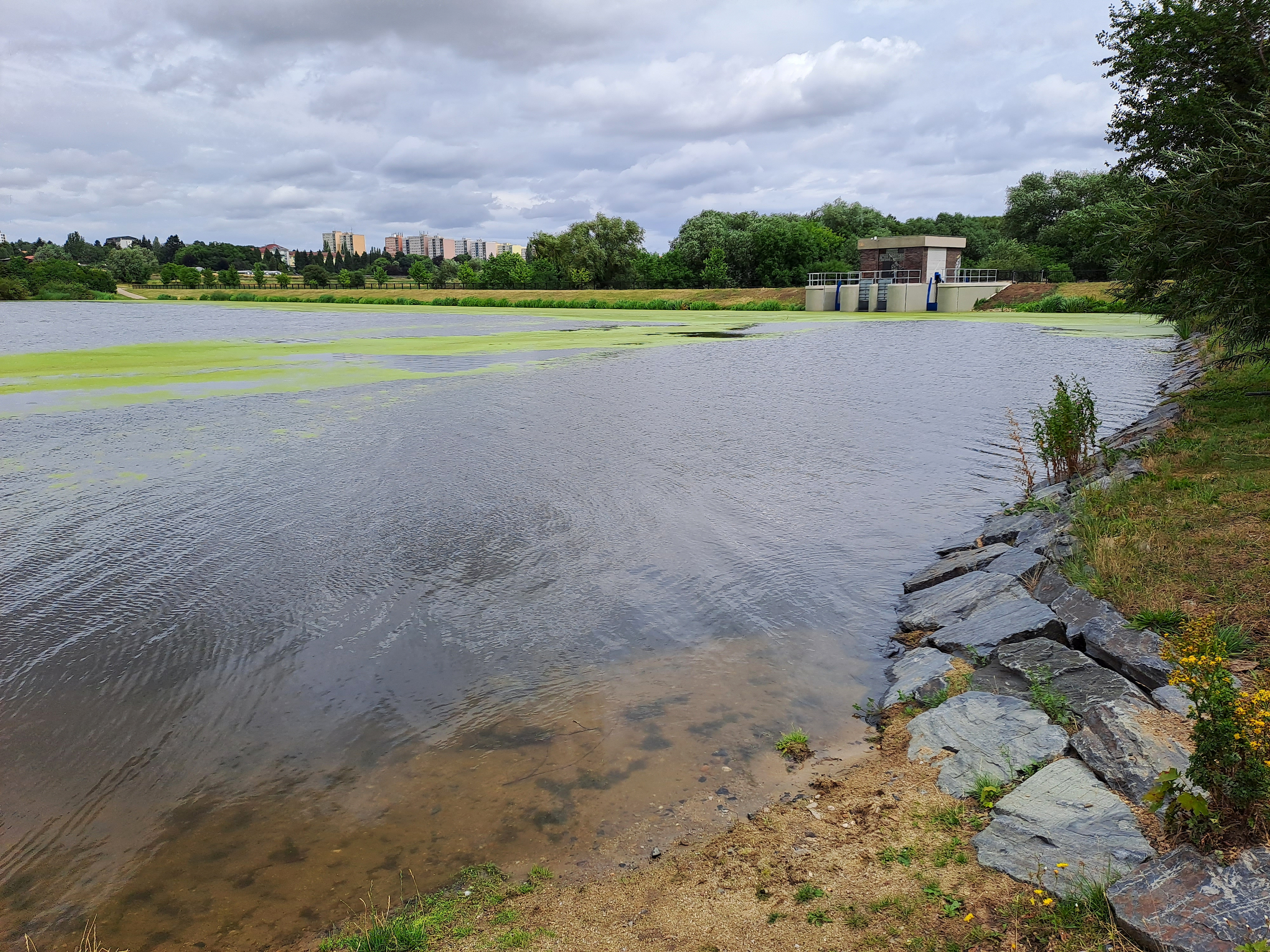
Pohled z jižního břehu k hrázi (2023)
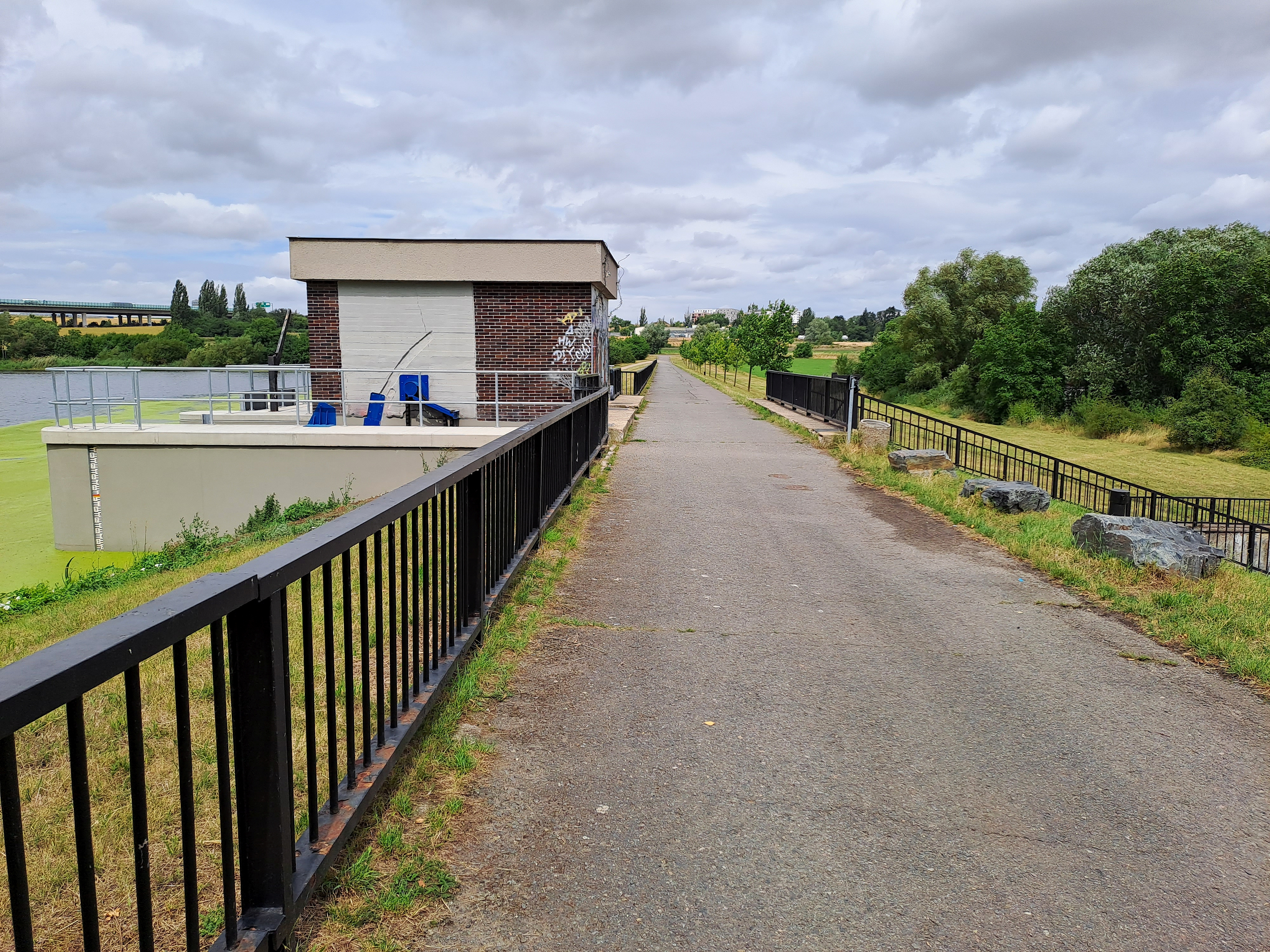
Hráz (2023)
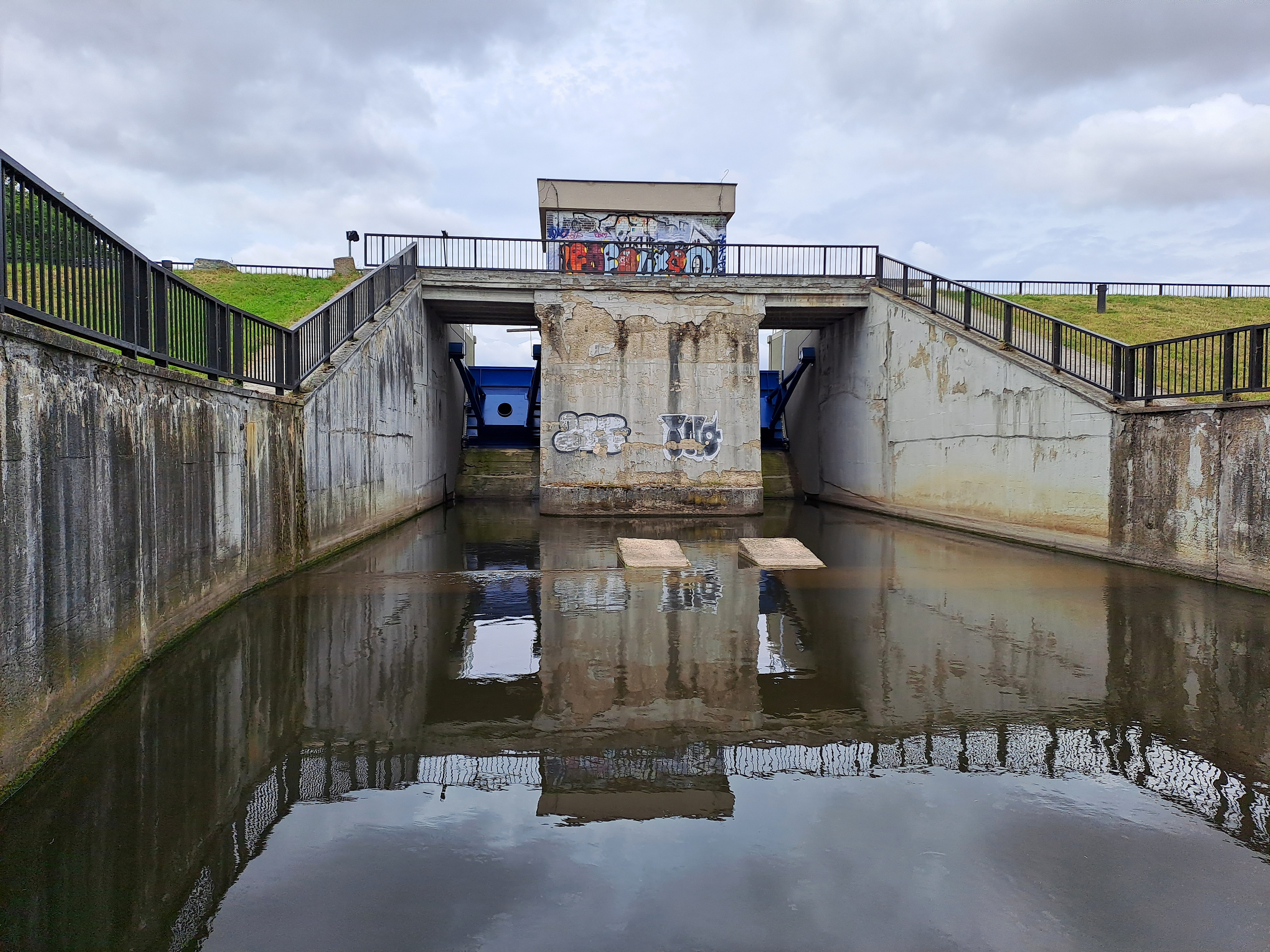
Odtok Litovického potoka (2023)
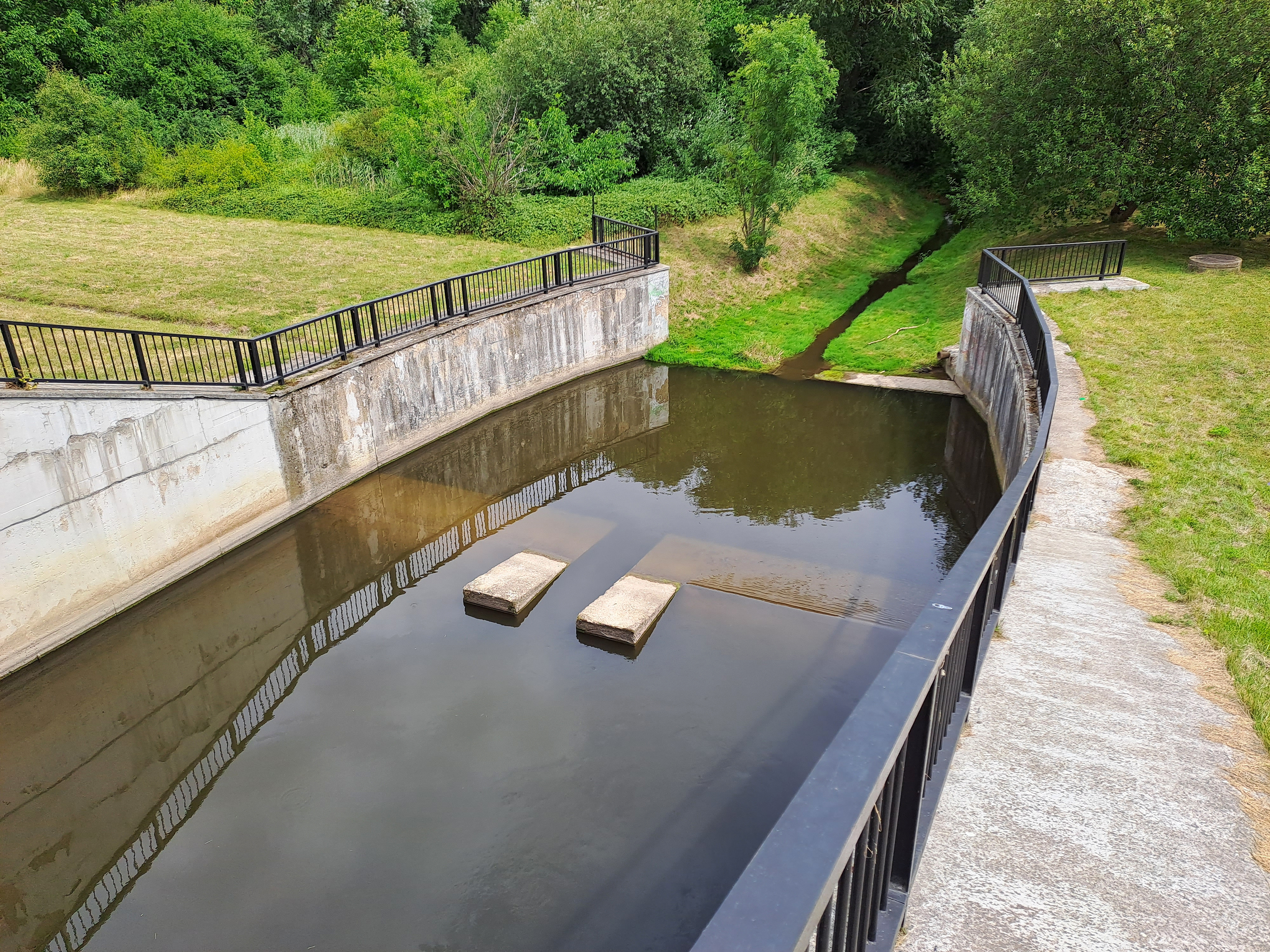
Odtok Litovického potoka (2023)